# Trece de Septiembre
Trece de Septiembre är en ort i Mexiko.   Den ligger i kommunen La Trinitaria och delstaten Chiapas, i den sydöstra delen av landet, 800 km sydost om huvudstaden Mexico City. Trece de Septiembre ligger 725 meter över havet och antalet invånare är 243.
Terrängen runt Trece de Septiembre är kuperad åt nordost, men åt sydväst är den platt. Runt Trece de Septiembre är det ganska glesbefolkat, med 42 invånare per kvadratkilometer. Närmaste större samhälle är La Trinitaria, 15,8 km norr om Trece de Septiembre. Omgivningarna runt Trece de Septiembre är en mosaik av jordbruksmark och naturlig växtlighet.